# Joaquín Peiró
Joaquín Peiró Lucas (Madrid, 29 de janeiro de 1936 – 18 de março de 2020) foi um futebolista e treinador espanhol.

## Carreira

### Atletico de Madrid
Inicou a carreira aos dezenove anos, em 1955, no Atlético de Madrid. Em uma época em que o clube começou a ver-se ofuscado pelos rivais Barcelona e, principalmente, o Real Madrid, participou de alentos dos rojiblancos: o bicampeonato na Copa do Rei em 1960 e 1961, os primeiros títulos da equipe na competição (então denominada Copa do Generalíssimo), ambos em finais contra o Real. Ele também marcou nas duas finais da Recopa Europeia de 1962, o primeiro título continental do Atlético.

### Torino e Itália
O adversário na final europeia havia sido a Fiorentina, e Peiró chamou a atenção dos italianos. Foi contratado pelo Torino semanas depois. Após dois anos no Toro, foi contratado pela Internazionale, recém-campeã da Copa dos Campeões da UEFA. Ali, ao lado dos compatriotas Luis Suárez no meio-de-campo e Helenio Herrera como treinador, conquistaria seus troféus mais importantes: as Copas Intercontinentais de 1964 e 1965, a Copa dos Campeões da UEFA de 1965 e o campeonato italiano de 1965 e 1966.
Após a conquista da Serie A de 1966, ele, já veterano, foi transferido para a Roma, de menor porte. Aposentou-se nos giallorrossi após quatro temporadas, chegando a faturar uma Copa da Itália, em 1969.

## Seleção
Peiró estreou pela Seleção Espanhola já em 1956, um ano após debutar no Atlético. O país acabou, de forma surpreendente, não se classificando para a Copa do Mundo de 1958. Peiró esteve nas duas edições seguintes, mas a Espanha, em ambas, cairia na primeira fase.
Foi um destaque espanhol solitário na Copa do Mundo de 1962: após derrota na estreia para a Tchecoslováquia, a Furia manteve-se viva após ele marcar, aos 45 minutos do segundo tempo, o único gol na vitória contra o México. A Espanha foi para a última rodada necessitando vencer o campeão Brasil para avançar, com as duas equipes seriamente desfalcadas: os europeus sem Di Stéfano e os brasileiros, sem Pelé.
Os espanhóis abriram o placar e Peiró chegou a fazer, de bicicleta, 2 x 0, aproveitando lançamento de Ferenc Puskás em cobrança de falta. A partida poderia ter sido liquidada ali, mas o tento foi invalidado pelo árbitro chileno, que alegou jogo perigoso do meia. A Espanha já havia sido prejudicada no próprio lance que originara a falta: originalmente, a infração de Nilton Santos sobre Enrique Collar deveria ter sido punida com um pênalti, mas o ala brasileiro caminhou dois passos à frente, o suficiente para sair da grande área e ludibriar o trio de arbitragem, bastante criticado pelos espanhóis. Posteriormente, o Brasil venceria de virada com dois gols do substituto de Pelé, Amarildo.
Peiró não jogaria muito mais pela Espanha: após a Copa, transferiu-se para a Itália, ficando de fora na campanha vitoriosa da Eurocopa 1964, por muito tempo o único título espanhol no futebol. Foi chamado para a Copa do Mundo de 1966 em razão do grande momento da Inter de Milão, na época.

## Como treinador
Após deixar os gramados, Peiró trabalhou por um tempo como técnico, treinando a equipe B do Atlético de Madrid, chegando a assumir a equipe principal em 1990, além de pequenas equipes espanholas.

## Morte
Peiró morreu no dia 18 de março de 2020, aos 84 anos.